# Silkk the Shocker
Silkk the Shocker (* 18. Juni 1975 in New Orleans; eigentlich Vyshonne Miller) ist ein US-amerikanischer Rapper aus New Orleans.

## Werdegang
Silkk the Shocker begann bereits als Jugendlicher zu rappen und war Mitglied einiger Gruppen, wie den Down South Hustlers und Tru, der Gruppe seines Bruders Master P. Sein Solodebüt, The Shocker, veröffentlichte er 1996 auf No Limit Records, damals noch unter dem Namen Silkk. Den Albumtitel nahm er jedoch bereits kurz nach Erscheinen in seinen Künstlernamen auf, als sich das Album zu einem Untergrund-Erfolg entwickelte, vornehmlich durch Mundpropaganda. Im Laufe des Jahres 1997 war er auf unzähligen Veröffentlichungen von No Limit Records zu finden, bevor er im Februar 1998 sein zweites Album Charge It 2 Da Game auf den Markt brachte, nachdem es von dem Label fast acht Monate lang angekündigt und beworben worden war. Es erreichte wie der 1999 erschienene Nachfolger Made Man die Platin-Auszeichnung der RIAA. Damit war allerdings der Höhepunkt seiner Karriere erreicht und die 2000, beziehungsweise 2004 veröffentlichten Alben My World, My Way und Based On A True Story verkauften sich zunehmend schlechter.
Des Weiteren spielte er die Hauptrolle Kool in dem Film Hot Boyz.

## Diskografie

### Alben
- 1996: The Shocker
- 1998: Charge It 2 da Game
- 1999: Made Man
- 2000: My World, My Way
- 2004: Based on a True Story

### Kompilationen
- 2005: The Best of Silkk the Shocker

### Singles
- 1998: Just Be Straight with Me
- 1999: Somebody like Me
- 1999: It Ain’t My Fault 1
- 2000: He Did That
- 2004: We Like Them Girls